# George Plater

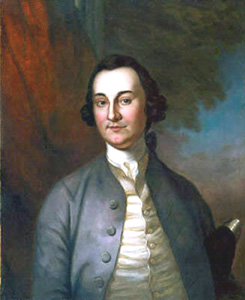
George Plater (Porträt von Charles Willson Peale)

George Plater (* 8. November 1735 bei Leonardtown, Saint Mary’s County, Province of Maryland; † 10. Februar 1792 in Annapolis, Maryland) war ein US-amerikanischer Politiker und von 1791 bis 1792 der 2. Gouverneur des Bundesstaates Maryland.

## Frühe Jahre und Aufstieg
George Plater besuchte bis 1752 das College of William & Mary in Williamsburg (Virginia). Nach einem anschließenden Jurastudium begann er in Annapolis in seinem neuen Beruf zu arbeiten. Zwischen 1757 und 1766 war Plater Abgeordneter im kolonialen Abgeordnetenhaus von Maryland. Gleichzeitig diente er als Friedensrichter im Saint Mary’s County und war von 1767 bis 1771 Marineoffizier in Patuxent. Von 1771 bis 1773 war Plater Richter an einem Bezirksgericht.

## Politische Laufbahn
Nach dem Ausbruch des Unabhängigkeitskrieges unterstützte Plater die amerikanische Sache. Im Jahr 1776 war er Delegierter auf einer in Annapolis stattfindenden Versammlung von Maryland. Zwischen 1776 und 1777 war er Mitglied des Sicherheitsrates von Maryland. Danach war er von 1778 bis 1780 Mitglied im Kontinentalkongress sowie von 1777 bis 1790 im Senat von Maryland. Im Jahr 1788 war Plater Präsident der Versammlung, die die US-Verfassung für Maryland ratifizierte. Im Jahr 1791 wurde er von der Legislative seines Staates zum neuen Gouverneur gewählt. Dieses Amt trat er am 14. November 1791 an. Er konnte es aber nur drei Monate lang ausüben, weil er bereits am 10. Februar 1792 verstarb. In diesen drei Monaten wurde die bereits unter seinem Vorgänger John Eager Howard beschlossene Landabtretung an den neuen District of Columbia vollzogen.
George Plater war zweimal verheiratet und hatte insgesamt sechs Kinder. Darunter war der Sohn Thomas Plater, der zwischen 1801 und 1804 Abgeordneter im US-Repräsentantenhaus war.